# Antun
Antun är ett kroatisk mansnamn och en variant av det latinska namnet Antonius. I Kroatien där över 20 000 personer bär detta namn hör Antun till ett av de hundra vanligaste mansnamnen. I Kroatien var namnet som populärast under förra seklet och de flesta bärarna är födda 1940-1955.

## Personer med namnet Antun
- Antun Gustav Matoš (1873–1914) – kroatisk poet
- Antun Knežević (1834–1889) – bosnienkroatisk franciskanermunk
- Antun Mažuranić (1805–1888) – kroatisk filolog
- Antun Mihanović (1796–1861) – kroatisk poet och diplomat
- Antun Stipančić (1949–1991) – kroatisk bordtennisspelare
- Antun Vramec (1538–1587) – kroatisk teolog

### Fotnoter
1. ↑  Imehrvatsko.net (kroatiska)